# Japan Tobacco

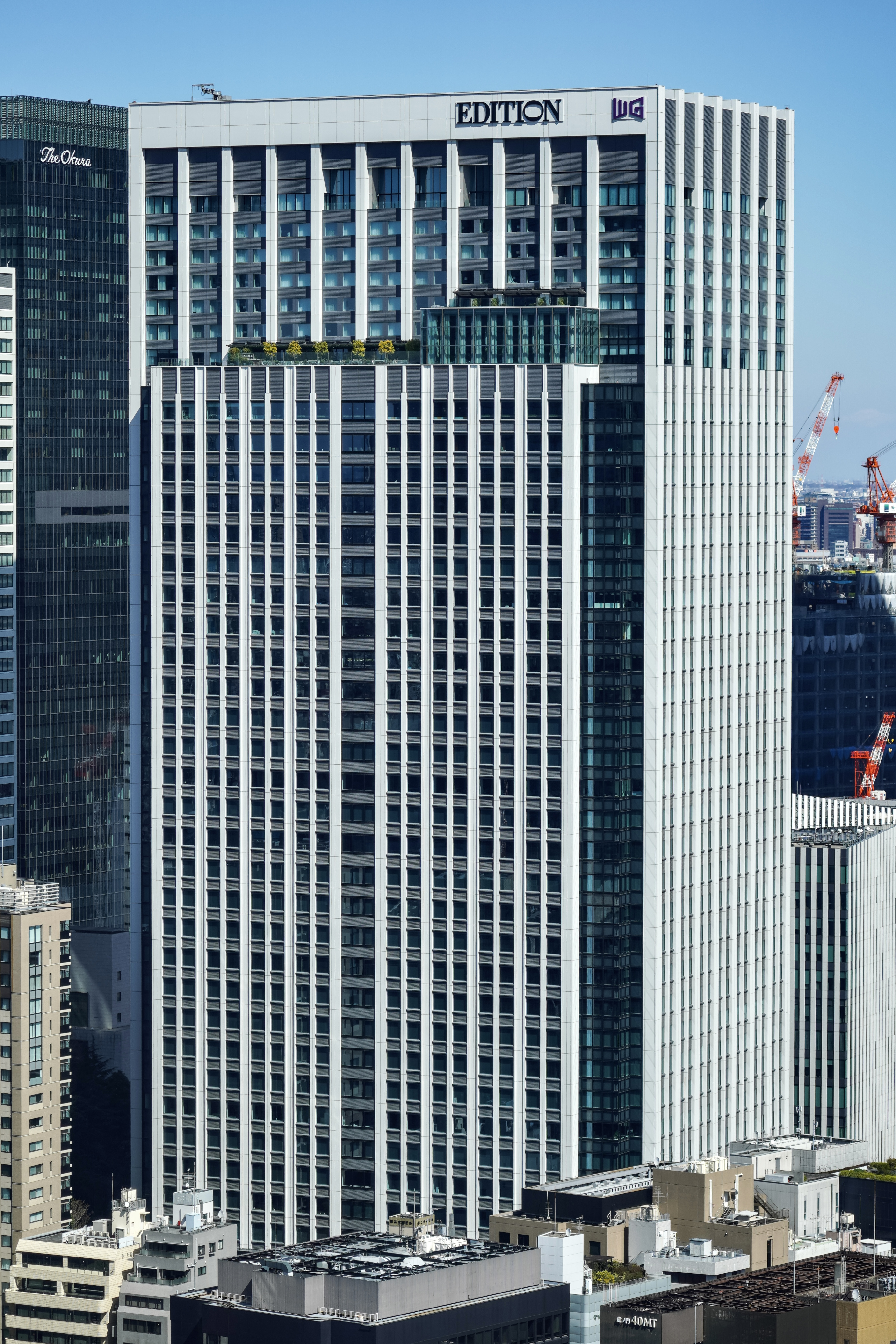
Hauptquartier in Tokio

Japan Tobacco Inc. (japanisch 日本たばこ産業株式会社, Nihon Tabako Sangyō Kabushiki-gaisha) ist ein international tätiger japanischer Tabak-, Nahrungsmittel- und Pharmakonzern. Die in Tokio ansässige und im Nikkei 225 gelistete Unternehmensgruppe beschäftigt insgesamt knapp 51.000 Mitarbeiter. Im Geschäftsjahr 2020 erwirtschaftete Japan Tobacco einen Umsatz von mehr als 2 Billionen Yen.
Die eigentliche Hauptaktivität des Konzerns bildet das Tabakgeschäft. Japan Tobacco ist der weltweit drittgrößte Zigarettenhersteller, wobei das internationale Tabakgeschäft von der in der Schweiz ansässigen Tochtergesellschaft JT International SA ausgeführt wird. Die vier Hauptmarken umfassen Winston, Mevius, American Spirit und Camel.

## Geschichte
Japan Tobacco Inc. wurde 1985 gegründet, ihre Wurzeln gehen jedoch auf das 1898 eingeführte Tabakmonopol in Japan zurück, das vom Finanzministerium verwaltet wurde. Daraus entstand 1949 die Nippon Sembai Kōsha (日本専売公社, engl. Japan Tobacco and Salt Public Corp.). 1977 wurde die Marke Mild Seven eingeführt. Nach der Gründung von Japan Tobacco Inc. wurde das Unternehmen teilprivatisiert. Das japanische Finanzministerium hält noch einen Anteil von 33,4 % an Japan Tobacco (Stand: Mai 2023).
1999 übernahm Japan Tobacco mit der in Genf ansässigen R.J. Reynolds Tobacco International SA die Nicht-US-Tabakaktivitäten von R.J. Reynolds Tobacco Company. Daraus ging die im gleichen Jahr gegründete JT International SA hervor. In dieser wurde das gesamte internationale Tabakgeschäft des Konzerns außerhalb Japans zusammengefasst. Im April 2007 übernahm Japan Tobacco die britische Gallaher Group. Nach Unternehmensaussage wurde für Gallaher 9,4 Mrd. £ gezahlt, angeblich die teuerste ausländische Übernahme durch ein japanisches Unternehmen. Im September 2015 verkündete Japan Tobacco den Kauf der Marke Natural American Spirit und der zugehörigen internationalen Vertriebsfirmen außerhalb der USA zum Preis von 5 Milliarden US-Dollar von Reynolds American Inc. Im selben Jahr gab Japan Tabacco bekannt, die Produktion von Getränken auslaufen zu lassen. Mit JT Beverage Products produzierte Japan Tobacco seit 1988 Getränke. Für 1,2 Milliarden Dollar wurde das Verkaufsautomatengeschäft und zwei Getränkemarken von Suntory, dem drittgrößten Spirituosenhersteller der Welt, übernommen.